# Coupes de Pâques 2018
Navigation
Édition précédente Édition suivante
Les Coupes de Pâques 2018 sont la 51e édition de l'épreuve et la 1re manche des championnats de France FFSA GT 2018 et de F4 2018.
Le championnat phare de ce week-end pascal est le championnat de France FFSA GT qui dispute deux courses. Ces Coupes de Pâques reçoivent également le championnat de France de Formule 4 pour trois courses, la Renault Clio Cup France et la Peugeot Racing Cup pour deux courses chacune, les Legends Cars sur trois courses et enfin quatre courses de Twin'Cup.
Elles sont remportées par les duos français Robert Consani avec Benjamin Lariche et Jean-Luc Beaubelique avec Jim Pla.

## Circuit

Le Circuit Paul Armagnac, cadre des Coupes de Pâques 2018.

Les Coupes de Pâques 2018 se déroulent sur le Circuit Paul Armagnac dans le Gers. Il est caractérisé par ses nombreux virages variés, qui en font un tracé technique. Il comporte également une ligne droite de plus de 900 mètres, la « ligne droite de l'aérodrome », lieu de nombreux dépassements. Ce circuit est célèbre car il a accueilli à deux reprises le Grand Prix moto de France.

## FFSA GT - GT4 France

### Engagés
La liste provisoire des engagés à Nogaro annonce un plateau de 37 GT4.
Toutes les voitures sont équipées de pneumatiques Pirelli.
| Équipe                  | Voiture                         | No. | Pilotes                 | Cat. |
| ----------------------- | ------------------------------- | --- | ----------------------- | ---- |
| CD Sport                | Porsche Cayman GT4 Clubsport MR | 1   | Christophe Lapierre     | PA   |
| CD Sport                | Porsche Cayman GT4 Clubsport MR | 1   | Mike Parisy             | PA   |
| CD Sport                | Porsche Cayman GT4 Clubsport MR | 2   | Rémy Deguffroy          | PA   |
| CD Sport                | Porsche Cayman GT4 Clubsport MR | 2   | Valentin Simonet        | PA   |
| BMW Team France         | BMW M4 GT4                      | 3   | Laurent Hurgon          | PA   |
| BMW Team France         | BMW M4 GT4                      | 3   | Julien Piguet           | PA   |
| BMW Team France         | Ekris M4 GT4                    | 6   | Jean-Claude Lagniez     | Am   |
| BMW Team France         | Ekris M4 GT4                    | 6   | Carlos Sarrea           | Am   |
| BMW Team France         | Ekris M4 GT4                    | 9   | Elie Dubelly            | Am   |
| BMW Team France         | Ekris M4 GT4                    | 9   | Laurent Fresnais        | Am   |
| Speed Car               | Ginetta G55 GT4                 | 4   | Rodolphe Wallgren       | Am   |
| Speed Car               | Ginetta G55 GT4                 | 7   | Pierre Courroye         | PA   |
| Speed Car               | Ginetta G55 GT4                 | 7   | Douglas Lundberg        | PA   |
| Speed Car               | Ginetta G55 GT4                 | 8   | Robert Consani          | PA   |
| Speed Car               | Ginetta G55 GT4                 | 8   | Benjamin Lariche        | PA   |
| Saintéloc Racing        | Audi R8 LMS GT4                 | 5   | Christophe Hamon        | PA   |
| Saintéloc Racing        | Audi R8 LMS GT4                 | 5   | Lonni Martins           | PA   |
| Saintéloc Racing        | Audi R8 LMS GT4                 | 21  | Anthony Beltoise        | PA   |
| Saintéloc Racing        | Audi R8 LMS GT4                 | 21  | Olivier Estèves         | PA   |
| Saintéloc Racing        | Audi R8 LMS GT4                 | 42  | Grégory Guilvert        | PA   |
| Saintéloc Racing        | Audi R8 LMS GT4                 | 42  | Fabien Michal           | PA   |
| Baporo Motorsport       | Audi R8 LMS GT4                 | 10  | Manel Cerqueda          | Am   |
| Baporo Motorsport       | Audi R8 LMS GT4                 | 10  | Daniel Díaz-Varela      | Am   |
| Racing Technology       | Porsche Cayman GT4 Clubsport MR | 11  | Jimmy Antunes           | PA   |
| Racing Technology       | Porsche Cayman GT4 Clubsport MR | 11  | Sylvain Noël            | PA   |
| Racing Technology       | Porsche Cayman GT4 Clubsport MR | 44  | Pascal Huteau           | Am   |
| Racing Technology       | Porsche Cayman GT4 Clubsport MR | 44  | Arnaud Noël             | Am   |
| Cool Racing             | Porsche Cayman GT4 Clubsport MR | 14  | Cyril Saleilles         | Am   |
| Cool Racing             | Porsche Cayman GT4 Clubsport MR | 18  | Clément Dub             | Am   |
| Cool Racing             | Porsche Cayman GT4 Clubsport MR | 18  | Laurent Dub             | Am   |
| L'Espace Bienvenue      | BMW M4 GT4                      | 17  | André Grammatico        | PA   |
| L'Espace Bienvenue      | BMW M4 GT4                      | 17  | Ricardo van der Ende    | PA   |
| AGS Events              | Porsche Cayman GT4 Clubsport MR | 25  | Nicolas Gomar           | Am   |
| AGS Events              | Porsche Cayman GT4 Clubsport MR | 25  | Julien Lambert          | Am   |
| AGS Events              | Porsche Cayman GT4 Clubsport MR | 72  | Christophe Carriere     | PA   |
| AGS Events              | Porsche Cayman GT4 Clubsport MR | 72  | Lucas Mauron            | PA   |
| AGS Events              | Porsche Cayman GT4 Clubsport MR | 79  | Eric Herr               | Am   |
| AGS Events              | Porsche Cayman GT4 Clubsport MR | 79  | Lauris Nauroy           | Am   |
| CMR                     | Ginetta G55 GT4                 | 26  | Soheil Ayari            | PA   |
| CMR                     | Ginetta G55 GT4                 | 26  | Nicolas Tardif          | PA   |
| CMR                     | Ginetta G55 GT4                 | 36  | Pierre-Alexandre Jean   | PA   |
| CMR                     | Ginetta G55 GT4                 | 36  | Stéphane Tribaudini     | PA   |
| CMR                     | Ginetta G55 GT4                 | 666 | Wilfried Cazalbon       | Am   |
| CMR                     | Ginetta G55 GT4                 | 666 | Jérémy Reymond          | Am   |
| IMSA Performance        | Porsche Cayman GT4 Clubsport MR | 27  | Michael Blanchemain     | PA   |
| IMSA Performance        | Porsche Cayman GT4 Clubsport MR | 27  | Steven Palette          | PA   |
| SDA Sport / TFT Racing  | BMW M4 GT4                      | 32  | Bernard Salam           | Am   |
| SDA Sport / TFT Racing  | BMW M4 GT4                      | 32  | Olivier Salam           | Am   |
| GP34 by Gemo Motorsport | Maserati GranTurismo MC GT4     | 34  | Arnaud Gomez            | Am   |
| GP34 by Gemo Motorsport | Maserati GranTurismo MC GT4     | 34  | Olivier Gomez           | Am   |
| GM Sport                | Ginetta G55 GT4                 | 39  | Guillaume Maio          | PA   |
| GM Sport                | Ginetta G55 GT4                 | 39  | Morgan Moullin-Traffort | PA   |
| Orhès Racing            | Audi R8 LMS GT4                 | 48  | Philippe Marie          | Am   |
| Orhès Racing            | Audi R8 LMS GT4                 | 48  | Olivier Pernaut         | Am   |
| 3Y Technology           | BMW M4 GT4                      | 50  | Franck Labescat         | Am   |
| 3Y Technology           | BMW M4 GT4                      | 50  | Christian Philippon     | Am   |
| 3Y Technology           | BMW M4 GT4                      | 77  | Alain Grand             | Am   |
| 3Y Technology           | BMW M4 GT4                      | 77  | Didier Moureu           | Am   |
| 3Y Technology           | BMW M4 GT4                      | 100 | Ronald Basso            | PA   |
| 3Y Technology           | BMW M4 GT4                      | 100 | Romain Monti            | PA   |
| Vic Team                | Porsche Cayman GT4 Clubsport MR | 64  | Olivier Jouffret        | PA   |
| Vic Team                | Porsche Cayman GT4 Clubsport MR | 64  | Eric Trémoulet          | PA   |
| M Racing - YMR          | Mercedes-AMG GT4                | 68  | Yann Ehrlacher          | PA   |
| M Racing - YMR          | Mercedes-AMG GT4                | 68  | Laurent Millara         | PA   |
| M Racing - YMR          | Mercedes-AMG GT4                | 85  | Franck Leherpeur        | Am   |
| Riviera Motorsport      | Audi R8 LMS GT4                 | 83  | Julien Goujat           | PA   |
| Riviera Motorsport      | Audi R8 LMS GT4                 | 83  | Antoine Leclerc         | PA   |
| AKKA-ASP Team           | Mercedes-AMG GT4                | 87  | Jean-Luc Beaubelique    | PA   |
| AKKA-ASP Team           | Mercedes-AMG GT4                | 87  | Jim Pla                 | PA   |
| AKKA-ASP Team           | Mercedes-AMG GT4                | 88  | Thomas Drouet           | PA   |
| AKKA-ASP Team           | Mercedes-AMG GT4                | 88  | Benjamin Ricci          | PA   |
| Greensall Motorsport    | KTM X-Bow GT4                   | 369 | Nigel Greensall         | Am   |
| Greensall Motorsport    | KTM X-Bow GT4                   | 369 | Guner Turkmen           | Am   |
| FOXO                    | Porsche Cayman GT4 Clubsport MR | 982 | Stéphane Brémard        | Am   |
| FOXO                    | Porsche Cayman GT4 Clubsport MR | 982 | Laurent Misbach         | Am   |

| Icône | Légende                                               |
| ----- | ----------------------------------------------------- |
| PA    | Équipage Pro-Am Cup : 1 pilote pro / 1 pilote amateur |
| Am    | Équipage AM Cup : 2 pilotes amateurs                  |

### Résultats

#### Course 1
Voici le classement officiel au terme de la première course.
- Les vainqueurs de chaque catégorie sont signalés par un fond jauni.

| Pos  | Classe | no  | Équipe                   | Pilotes                                   | Voiture                     | Tours | Temps               |
| ---- | ------ | --- | ------------------------ | ----------------------------------------- | --------------------------- | ----- | ------------------- |
| 1    | Pro-Am | 8   | Speed Car                | Robert Consani Benjamin Lariche           | Ginetta G55                 | 36    | 1 h 01 min 14 s 230 |
| 2    | Pro-Am | 87  | AKKA-ASP Team            | Jean-Luc Beaubelique Jim Pla              | Mercedes AMG                | 36    | + 4 s 877           |
| 3    | Pro-Am | 64  | Vic' Team                | Olivier Jouffret Éric Trémoulet           | Porsche Cayman Clubsport MR | 36    | + 24 s 396          |
| 4    | Pro-Am | 36  | CMR                      | Stéphane Tribaudini Pierre-Alexandre Jean | Ginetta G55                 | 36    | + 31 s 331          |
| 5    | Pro-Am | 26  | CMR                      | Nicolas Tardif Soheil Ayari               | Ginetta G55                 | 36    | + 31 s 762          |
| 6    | Pro-Am | 27  | IMSA Performance         | Michael Blanchemain Steven Palette        | Porsche Cayman Clubsport MR | 36    | + 41 s 318          |
| 7    | Pro-Am | 17  | L'Espace Bienvenue       | André Grammatico Ricardo Van der Ende     | BMW M4                      | 36    | + 46 s 681          |
| 8    | Pro-Am | 3   | BMW Team France          | Laurent Hurgon Julien Piguet              | BMW M4                      | 36    | + 48 s 057          |
| 9    | Pro-Am | 1   | CD Sport                 | Christophe Lapierre Mike Parisy           | Porsche Cayman Clubsport MR | 36    | + 48 s 350          |
| 10   | Pro-Am | 42  | Saintéloc Racing         | Fabien Michal Grégory Guilvert            | Audi R8 LMS                 | 36    | + 48 s 513          |
| 11   | Pro-Am | 100 | 3Y Technology            | Ronald Basso Romain Monti                 | BMW M4                      | 36    | + 49 s 011          |
| 12   | Pro-Am | 68  | M Racing - YMR           | Laurent Millara Yann Ehrlacher            | Mercedes AMG                | 36    | + 49 s 215          |
| 13   | Pro-Am | 83  | Riviera Motorsport       | Julien Goujat Antoine Leclerc             | Audi R8 LMS                 | 36    | + 50 s 954          |
| 14   | Pro-Am | 7   | Speed Car                | Douglas Lundberg Pierre Courroye          | Ginetta G55                 | 36    | + 52 s 556          |
| 15   | Am     | 25  | AGS Events               | Nicolas Gomar Julien Lambert              | Porsche Cayman Clubsport MR | 36    | + 59 s 043          |
| 16   | Pro-Am | 2   | CD Sport                 | Valentin Simonet Rémy Deguffroy           | Porsche Cayman Clubsport MR | 36    | + 1 min 00 s 761    |
| 17   | Am     | 44  | Racing Technology        | Arnaud Noël Pascal Huteau                 | Porsche Cayman Clubsport MR | 36    | + 1 min 02 s 364    |
| 18   | Pro-Am | 21  | Saintéloc Racing         | Olivier Estèves Anthony Beltoise          | Audi R8 LMS                 | 36    | + 1 min 02 s 550    |
| 19   | Pro-Am | 11  | Racing Technology        | Jimmy Antunes Sylvain Noël                | Porsche Cayman Clubsport MR | 36    | + 1 min 14 s 143    |
| 20   | Am     | 34  | GP 34 by Gemo Motorsport | Olivier Gomez Arnaud Gomez                | Maserati GranTurismo MC     | 36    | + 1 min 24 s 923    |
| 21   | Pro-Am | 72  | AGS Events               | Christophe Carriere Lucas Mauron          | Porsche Cayman Clubsport MR | 36    | + 1 min 30 s 050    |
| 22   | Am     | 18  | Cool Racing              | Clément Dub Laurent Dub                   | Porsche Cayman Clubsport MR | 36    | + 1 min 30 s 775    |
| 23   | Am     | 9   | BMW Team France          | Elie Dubelly Laurent Fresnais             | BMW Ekris M4                | 36    | + 1 min 36 s 487    |
| 24   | Am     | 48  | Orhès Racing             | Olivier Pernaut Philippe Marie            | Audi R8 LMS                 | 35    | + 1 tour            |
| 25   | Am     | 79  | AGS Events               | Lauris Nauroy Éric Herr                   | Porsche Cayman Clubsport MR | 35    | + 1 tour            |
| 26   | Am     | 666 | CMR                      | Jérémy Reymond Wilfried Cazalbon          | Ginetta G55                 | 36    | + 1 min 15 s 820    |
| 27   | Am     | 50  | 3Y Technology            | Franck Labescat Christian Philippon       | BMW M4                      | 35    | + 1 tour            |
| 28   | Am     | 369 | Greensall Motorsport     | Guner Turkmen Nigel Greensall             | KTM X-Bow GT4               | 35    | + 1 tour            |
| 29   | Am     | 14  | Cool Racing              | Cyril Saleilles                           | Porsche Cayman Clubsport MR | 35    | + 1 tour            |
| 30   | Am     | 32  | SDA Sport / TFT Racing   | Bernard Salam Olivier Salam               | BMW M4                      | 35    | + 1 tour            |
| 31   | Am     | 10  | Baporo Motorsport        | Daniel Díaz-Varela Manel Cerqueda         | Audi R8 LMS                 | 35    | + 1 tour            |
| 32   | Am     | 77  | 3Y Technology            | Alain Grand Didier Moureu                 | BMW M4                      | 33    | + 3 tours           |
| 33   | Pro-Am | 88  | AKKA-ASP Team            | Benjamin Ricci Thomas Drouet              | Mercedes AMG                | 33    | + 3 tours           |
| 34   | Pro-Am | 39  | GM-Sport                 | Guillaume Maio Morgan Moullin-Traffort    | Ginetta G55                 | 31    | + 5 tours           |
| Abd. | Am     | 982 | FOXO                     | Stéphane Brémard Laurent Misbach          | Porsche Cayman Clubsport MR | 23    | + 13 tours          |
| Abd. | Am     | 85  | M Racing - YMR           | Franck Leherpeur                          | Mercedes AMG                | 16    | + 20 tours          |
| Abd. | Pro-Am | 5   | Saintéloc Racing         | Christophe Hamon Lonni Martins            | Audi R8 LMS                 | 6     | + 30 tours          |
| Abd. | Am     | 4   | Speed Car                | Rodolphe Wallgren                         | Ginetta G55                 | 6     | + 30 tours          |

La # 666 Ginetta G55 a été pénalisée de 5 places sur le classement initial pour poids non conforme.

#### Pole position et record du tour
- Pole position : Fabien Michal sur #42 Saintéloc Racing en 1 min 32 s 556[24] ;
- Meilleur tour en course : Jim Pla sur #87 AKKA-ASP Team en 1 min 34 s 078[22].

#### Course 2
Voici le classement officiel au terme de la deuxième course.
- Les vainqueurs de chaque catégorie sont signalés par un fond jauni.

| Pos  | Classe | no  | Équipe                   | Pilotes                                   | Voiture                     | Tours | Temps               |
| ---- | ------ | --- | ------------------------ | ----------------------------------------- | --------------------------- | ----- | ------------------- |
| 1    | Pro-Am | 87  | AKKA-ASP Team            | Jean-Luc Beaubelique Jim Pla              | Mercedes AMG                | 37    | 1 h 01 min 14 s 230 |
| 2    | Pro-Am | 8   | Speed Car                | Robert Consani Benjamin Lariche           | Ginetta G55                 | 37    | + 2 s 023           |
| 3    | Pro-Am | 36  | CMR                      | Stéphane Tribaudini Pierre-Alexandre Jean | Ginetta G55                 | 37    | + 3 s 526           |
| 4    | Pro-Am | 42  | Saintéloc Racing         | Fabien Michal Grégory Guilvert            | Audi R8 LMS                 | 37    | + 3 s 575           |
| 5    | Am     | 4   | Speed Car                | Rodolphe Wallgren                         | Ginetta G55                 | 37    | + 6 s 484           |
| 6    | Pro-Am | 68  | M Racing - YMR           | Laurent Millara Yann Ehrlacher            | Mercedes AMG                | 37    | + 24 s 516          |
| 7    | Pro-Am | 88  | AKKA-ASP Team            | Benjamin Ricci Thomas Drouet              | Mercedes AMG                | 37    | + 26 s 180          |
| 8    | Pro-Am | 5   | Saintéloc Racing         | Christophe Hamon Lonni Martins            | Audi R8 LMS                 | 37    | + 26 s 970          |
| 9    | Pro-Am | 7   | Speed Car                | Douglas Lundberg Pierre Courroye          | Ginetta G55                 | 37    | + 27 s 197          |
| 10   | Pro-Am | 64  | Vic' Team                | Olivier Jouffret Éric Trémoulet           | Porsche Cayman Clubsport MR | 37    | + 28 s 040          |
| 11   | Pro-Am | 1   | CD Sport                 | Christophe Lapierre Mike Parisy           | Porsche Cayman Clubsport MR | 37    | + 35 s 417          |
| 12   | Pro-Am | 17  | L'Espace Bienvenue       | André Grammatico Ricardo Van der Ende     | BMW M4                      | 37    | + 43 s 655          |
| 13   | Am     | 25  | AGS Events               | Nicolas Gomar Julien Lambert              | Porsche Cayman Clubsport MR | 37    | + 43 s 846          |
| 14   | Pro-Am | 3   | BMW Team France          | Laurent Hurgon Julien Piguet              | BMW M4                      | 37    | + 44 s 076          |
| 15   | Pro-Am | 11  | Racing Technology        | Jimmy Antunes Sylvain Noël                | Porsche Cayman Clubsport MR | 37    | + 59 s 379          |
| 16   | Am     | 44  | Racing Technology        | Arnaud Noël Pascal Huteau                 | Porsche Cayman Clubsport MR | 37    | + 1 min 04 s 126    |
| 17   | Am     | 18  | Cool Racing              | Clément Dub Laurent Dub                   | Porsche Cayman Clubsport MR | 37    | + 1 min 16 s 090    |
| 18   | Pro-Am | 39  | GM-Sport                 | Guillaume Maio Morgan Moullin-Traffort    | Ginetta G55                 | 37    | + 1 min 17 s 746    |
| 19   | Pro-Am | 27  | IMSA Performance         | Michael Blanchemain Steven Palette        | Porsche Cayman Clubsport MR | 37    | + 1 min 21 s 058    |
| 20   | Pro-Am | 2   | CD Sport                 | Valentin Simonet Rémy Deguffroy           | Porsche Cayman Clubsport MR | 37    | + 1 min 21 s 482    |
| 21   | Am     | 982 | FOXO                     | Stéphane Brémard Laurent Misbach          | Porsche Cayman Clubsport MR | 37    | + 1 min 22 s 025    |
| 22   | Pro-Am | 100 | 3Y Technology            | Ronald Basso Romain Monti                 | BMW M4                      | 37    | + 1 min 22 s 184    |
| 23   | Pro-Am | 83  | Riviera Motorsport       | Julien Goujat Antoine Leclerc             | Audi R8 LMS                 | 37    | + 1 min 23 s 369    |
| 24   | Am     | 10  | Baporo Motorsport        | Daniel Díaz-Varela Manel Cerqueda         | Audi R8 LMS                 | 37    | + 1 min 27 s 383    |
| 25   | Am     | 34  | GP 34 by Gemo Motorsport | Olivier Gomez Arnaud Gomez                | Maserati GranTurismo MC     | 37    | + 1 min 30 s 835    |
| 26   | Am     | 666 | CMR                      | Jérémy Reymond Wilfried Cazalbon          | Ginetta G55                 | 37    | + 1 min 35 s 945    |
| 27   | Pro-Am | 72  | AGS Events               | Christophe Carriere Lucas Mauron          | Porsche Cayman Clubsport MR | 36    | + 1 tour            |
| 28   | Pro-Am | 21  | Saintéloc Racing         | Olivier Estèves Anthony Beltoise          | Audi R8 LMS                 | 36    | + 1 tour            |
| 29   | Am     | 48  | Orhès Racing             | Olivier Pernaut Philippe Marie            | Audi R8 LMS                 | 36    | + 1 tour            |
| 30   | Am     | 14  | Cool Racing              | Cyril Saleilles                           | Porsche Cayman Clubsport MR | 36    | + 1 tour            |
| 31   | Am     | 85  | M Racing - YMR           | Franck Leherpeur                          | Mercedes AMG                | 36    | + 1 tour            |
| 32   | Am     | 9   | BMW Team France          | Elie Dubelly Laurent Fresnais             | BMW Ekris M4                | 36    | + 1 tour            |
| 33   | Am     | 77  | 3Y Technology            | Alain Grand Didier Moureu                 | BMW M4                      | 36    | + 1 tour            |
| 34   | Am     | 50  | 3Y Technology            | Franck Labescat Christian Philippon       | BMW M4                      | 36    | + 1 tour            |
| 35   | Am     | 369 | Greensall Motorsport     | Guner Turkmen Nigel Greensall             | KTM X-Bow GT4               | 36    | + 1 tour            |
| 36   | Am     | 32  | SDA Sport / TFT Racing   | Bernard Salam Olivier Salam               | BMW M4                      | 36    | + 1 tour            |
| 37   | Pro-Am | 26  | CMR                      | Nicolas Tardif Soheil Ayari               | Ginetta G55                 | 35    | + 2 tours           |
| Abd. | Am     | 79  | AGS Events               | Lauris Nauroy Éric Herr                   | Porsche Cayman Clubsport MR | 11    | + 26 tours          |

#### Pole position et record du tour
- Pole position : Soheil Ayari sur #26 CMR en 1 min 31 s 742[24] ;
- Meilleur tour en course : Soheil Ayari sur #26 CMR en 1 min 33 s 521[25].

## Formule 4 France

### Engagés
Parmi les engagés, il est à noter la présence d'Arthur Leclerc, frère du pilote de Formule 1 Charles Leclerc.
| No. | Pilote              | Classe |
| --- | ------------------- | ------ |
| 1   | Baptiste Berthelot  |        |
| 2   | Romain Boeckler     |        |
| 3   | Stuart White        |        |
| 4   | Baptiste Moulin     |        |
| 5   | Adam Eteki          |        |
| 7   | Arthur Leclerc      |        |
| 10  | Reshad de Gerus     | J      |
| 11  | Pierre-Louis Chovet |        |
| 16  | Sacha Lehmann       |        |
| 18  | Mateo Herrero       |        |
| 21  | Theo Nouet          |        |
| 22  | Théo Pourchaire     | J      |
| 23  | Caio Collet         |        |
| 27  | Ugo de Wilde        |        |
| 30  | Esteban Muth        |        |
| 31  | Ulysse de Pauw      |        |
| 51  | Shihab Al Habsi     | J      |
| 87  | O'Neill Muth        | J      |
| 97  | Gavin Aimable       |        |

| Icône | Statut                                     |
| ----- | ------------------------------------------ |
| J     | Pilotes engagés dans le Championnat Junior |

### Résultats

#### Course 1
Voici le classement officiel au terme de la première course.
- Les vainqueurs de chaque catégorie sont signalés par un fond jauni ;
- Les pilotes engagés dans le championnat Junior ne sont pas éligibles pour le championnat des pilotes.

| Pos | Cat | no | Pilote              | Tours | Temps/Abandon                  | Grille | Points |
| --- | --- | -- | ------------------- | ----- | ------------------------------ | ------ | ------ |
| 1   |     | 27 | Ugo de Wilde        | 14    | 21 min 44 s 296 (140,501 km/h) | 1      | 25     |
| 2   |     | 5  | Adam Eteki          | 14    | + 0 s 309                      | 3      | 18     |
| 3   |     | 23 | Caio Collet         | 14    | + 0 s 895                      | 5      | 15     |
| 4   | J   | 22 | Théo Pourchaire     | 14    | + 3 s 101                      | 4      |        |
| 5   |     | 31 | Ulysse de Pauw      | 14    | + 15 s 448                     | 2      | 12     |
| 6   |     | 11 | Pierre-Louis Chovet | 14    | + 15 s 974                     | 7      | 10     |
| 7   |     | 7  | Arthur Leclerc      | 14    | + 16 s 326                     | 6      | 8      |
| 8   |     | 18 | Matéo Herrero       | 14    | + 18 s 328                     | 9      | 6      |
| 9   |     | 30 | Esteban Muth        | 14    | + 25 s 483                     | 11     | 4      |
| 10  | J   | 87 | O'Neill Muth        | 14    | + 29 s 935                     | 13     |        |
| 11  |     | 3  | Stuart White        | 14    | + 35 s 469                     | 12     | 2      |
| 12  | J   | 51 | Shihab Al Habsi     | 14    | + 42 s 647                     | 16     |        |
| 13  | J   | 10 | Reshad de Gerus     | 14    | + 44 s 390                     | 8      |        |
| 14  |     | 16 | Sacha Lehmann       | 14    | + 47 s 169                     | 15     | 1      |
| 15  |     | 97 | Gavin Aimable       | 14    | + 47 s 354                     | 14     |        |
| 16  |     | 4  | Baptiste Moulin     | 14    | + 1 min 29 s 244               | 17     |        |
| 17  |     | 2  | Romain Boeckler     | 14    | + 1 min 33 s 278               | 18     |        |
| 18  |     | 1  | Baptiste Berthelot  | 13    | + 1 tour                       | 19     |        |
| 19  |     | 21 | Théo Nouet          | 12    | + 2 tours                      | 10     |        |

- Meilleur tour en course : Adam Eteki en 1 min 31 s 555 (142,9 km/h)[30].

#### Course 2
Voici le classement officiel au terme de la deuxième course.
- Les vainqueurs de chaque catégorie sont signalés par un fond jauni ;
- Les pilotes engagés dans le championnat Junior ne sont pas éligibles pour le championnat des pilotes.

| Pos  | Cat | no | Pilote              | Tours | Temps/Abandon                  | Grille | Points |
| ---- | --- | -- | ------------------- | ----- | ------------------------------ | ------ | ------ |
| 1    |     | 7  | Arthur Leclerc      | 13    | 21 min 50 s 462 (129,851 km/h) | 4      | 15     |
| 2    | J   | 22 | Théo Pourchaire     | 13    | + 0 s 308                      | 7      |        |
| 3    |     | 23 | Caio Collet         | 13    | + 1 s 748                      | 8      | 12     |
| 4    | J   | 87 | O'Neill Muth        | 13    | + 2 s 397                      | 1      |        |
| 5    |     | 11 | Pierre-Louis Chovet | 13    | + 3 s 085                      | 5      | 10     |
| 6    |     | 31 | Ulysse de Pauw      | 13    | + 3 s 286                      | 6      | 8      |
| 7    |     | 27 | Ugo de Wilde        | 13    | + 3 s 587                      | 10     | 6      |
| 8    |     | 5  | Adam Eteki          | 13    | + 3 s 779                      | 9      | 4      |
| 9    | J   | 51 | Shihab Al Habsi     | 13    | + 3 s 960                      | 12     |        |
| 10   |     | 21 | Théo Nouet          | 13    | + 4 s 337                      | 19     | 2      |
| 11   | J   | 10 | Reshad de Gerus     | 13    | + 11 s 146                     | 13     |        |
| 12   |     | 97 | Gavin Aimable       | 13    | + 15 s 423                     | 15     | 1      |
| 13   |     | 2  | Romain Boeckler     | 13    | + 26 s 815                     | 17     |        |
| 14   |     | 4  | Baptiste Moulin     | 13    | + 27 s 251                     | 16     |        |
| 15   |     | 1  | Baptiste Berthelot  | 13    | + 34 s 263                     | 18     |        |
| 16   |     | 16 | Sacha Lehmann       | 10    | + 3 tours                      | 14     |        |
| Abd. |     | 3  | Stuart White        | 5     | Embourbement                   | 11     |        |
| Abd. |     | 18 | Matéo Herrero       | 0     | Accrochage avec Muth           | 3      |        |
| Abd. |     | 30 | Esteban Muth        | 0     | Accrochage avec Herrero        | 2      |        |

- Meilleur tour en course : Théo Pourchaire en 1 min 32 s 131 (142,0 km/h)[31].

#### Course 3
Voici le classement officiel au terme de la troisième course.
- Les vainqueurs de chaque catégorie sont signalés par un fond jauni ;
- Les pilotes engagés dans le championnat Junior ne sont pas éligibles pour le championnat des pilotes.

| Pos  | Cat | no | Pilote              | Tours | Temps/Abandon                  | Grille | Points |
| ---- | --- | -- | ------------------- | ----- | ------------------------------ | ------ | ------ |
| 1    |     | 5  | Adam Eteki          | 14    | 21 min 40 s 762 (140,882 km/h) | 1      | 25     |
| 2    |     | 27 | Ugo de Wilde        | 14    | + 1 s 412                      | 3      | 18     |
| 3    | J   | 22 | Théo Pourchaire     | 14    | + 1 s 851                      | 2      |        |
| 4    |     | 23 | Caio Collet         | 14    | + 2 s 284                      | 5      | 15     |
| 5    |     | 7  | Arthur Leclerc      | 14    | + 10 s 560                     | 6      | 12     |
| 6    |     | 31 | Ulysse de Pauw      | 14    | + 11 s 231                     | 4      | 10     |
| 7    |     | 3  | Stuart White        | 14    | + 11 s 743                     | 11     | 8      |
| 8    |     | 18 | Matéo Herrero       | 14    | + 20 s 095                     | 9      | 6      |
| 9    | J   | 10 | Reshad de Gerus     | 14    | + 28 s 222                     | 8      |        |
| 10   |     | 21 | Théo Nouet          | 14    | + 28 s 441                     | 10     | 4      |
| 11   | J   | 51 | Shihab Al Habsi     | 14    | + 28 s 766                     | 17     |        |
| 12   | J   | 87 | O'Neill Muth        | 14    | + 28 s 906                     | 13     |        |
| 13   |     | 30 | Esteban Muth        | 14    | + 29 s 469                     | 12     | 2      |
| 14   |     | 97 | Gavin Aimable       | 14    | + 29 s 788                     | 15     | 1      |
| 15   |     | 4  | Baptiste Moulin     | 14    | + 30 s 316                     | 16     |        |
| 16   |     | 2  | Romain Boeckler     | 14    | + 33 s 774                     | 18     |        |
| 17   |     | 1  | Baptiste Berthelot  | 14    | + 1 min 07 s 590               | 19     |        |
| Abd. |     | 16 | Sacha Lehmann       | 5     | Abandon                        | 14     |        |
| Abd. |     | 11 | Pierre-Louis Chovet | 4     | Moteur                         | 7      |        |

- Meilleur tour en course : Caio Collet en 1 min 31 s 980 (142,3 km/h)[32].

## Galerie

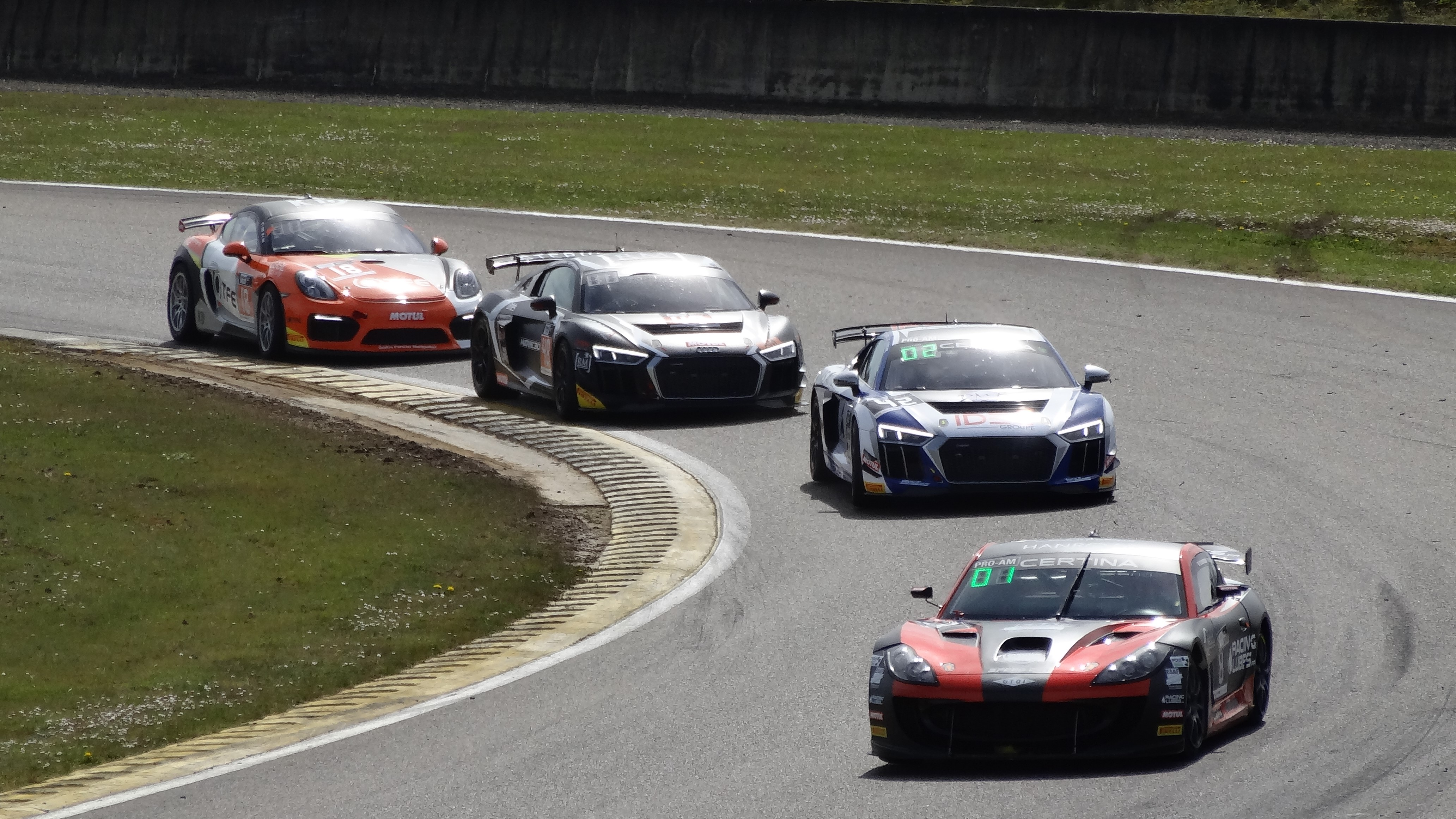
Lutte à quatre pour la première place lors de la première course du FFSA GT - GT4 France.
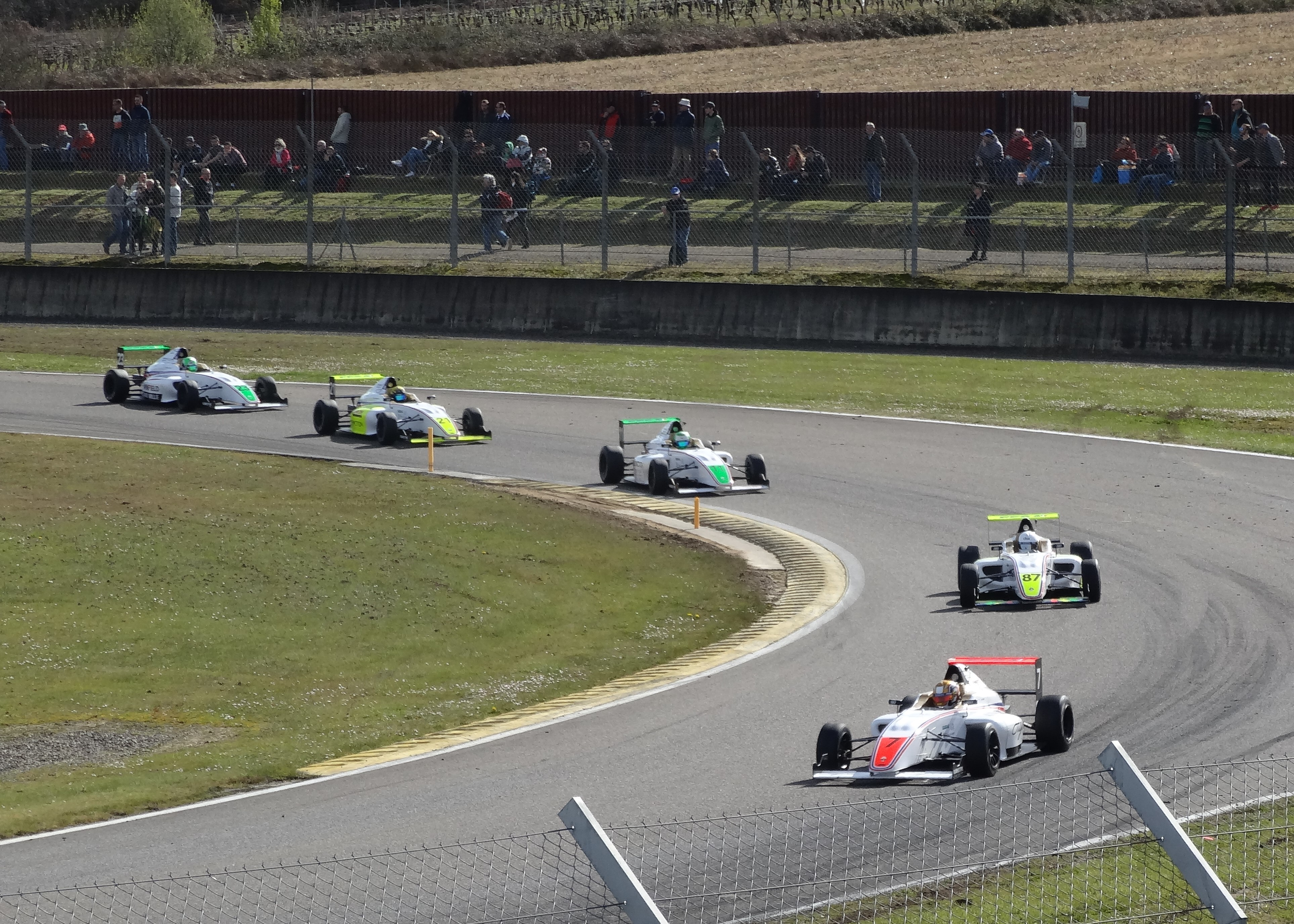
Deuxième course de F4 ici menée et remportée par Arthur Leclerc.